# 洛雷当大使馆宫
洛雷当大使馆宫（Palazzo Loredan dell'Ambasciatore）是意大利威尼斯的一座十五世纪晚期哥特式建筑，曾经属于贵族洛雷当家族。它位于多尔索杜罗区，曾是奥地利帝国驻威尼斯共和国的大使馆。
洛雷当家族的一位祖先安东尼奥，是科孚岛的行政长官，曾在1716年和撒克森将军Schulenburg伯爵一起击败土耳其人。战斗结束后，Schulenburg伯爵以及他的随行人员在洛雷当宫内布置了房子，以晚宴聚会和令人钦佩的艺术品收藏而闻名。 
1752年，另一位祖先弗朗切斯科·洛雷当，后来曾担任总督，提供了这座宫殿作为神圣罗马帝国大使的住所。第一位住在这里的帝国大使是伯爵菲利普·约瑟夫 orsini-罗森博格。他在抵达威尼斯后, 娶了贾科莫·卡萨诺瓦的密友Giustiniana Wynne。这对夫妇在他们结婚的头几年里一起居住在洛雷当大使馆宫。
现在, 洛雷当大使馆宫是由Gaggia家族拥有。

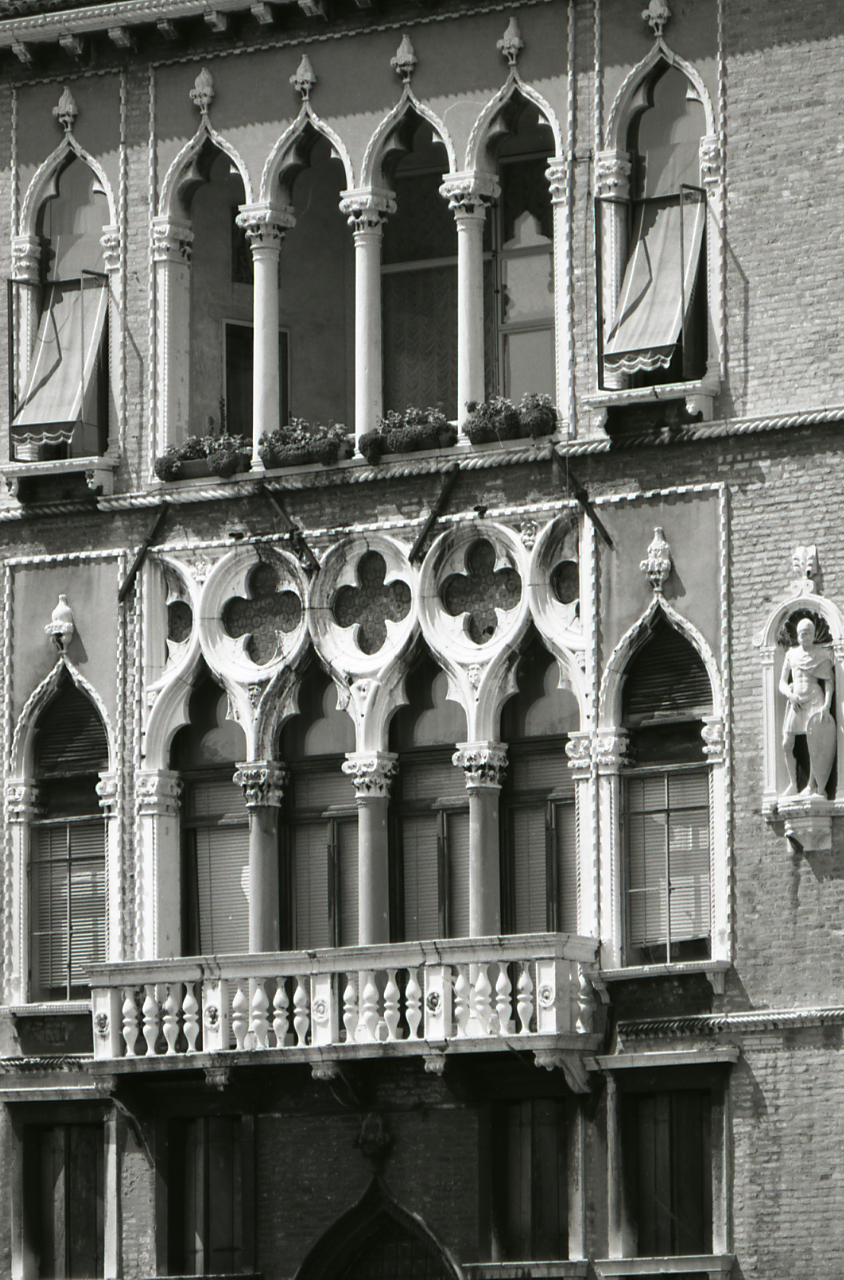
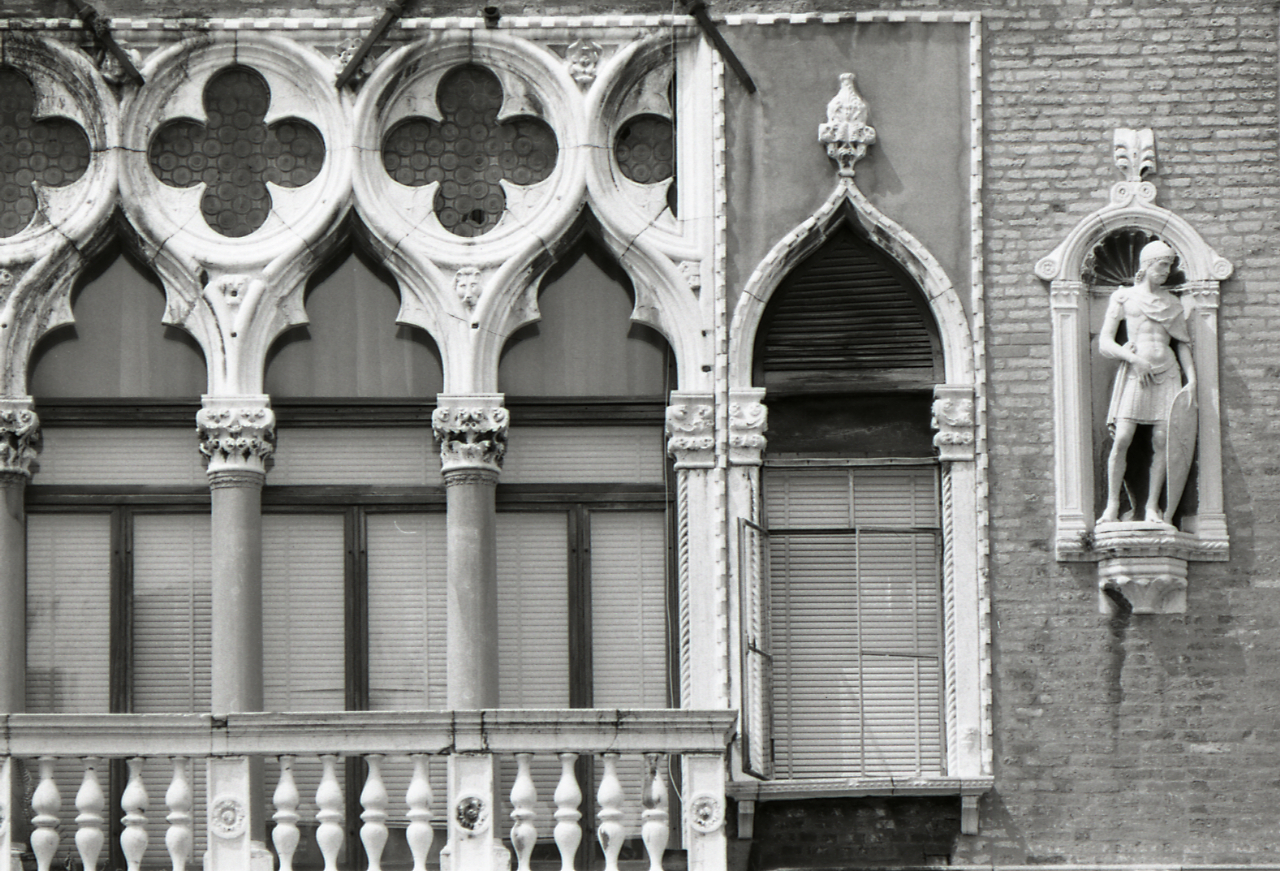